# Kerly Théus
Kerly Théus (* 7. Januar 1999 in Canapé Vert, Pétion-Ville, Haiti) ist eine haitianische Fußballspielerin. Sie ist Nationaltorhüterin und sie spielt in den USA für den FC Miami City.

## Karriere
Obwohl sie in ihrer Jugend nicht als Torfrau spielen wollte und nur 1,62 Meter groß ist schaffte sie es zur Nationaltorhüterin von Haiti bei der WM 2023.
Im Jahr 2018 war Kerly Théus bei der Wahl zur CONCACAF-Torhüterin des Jahres eine der Nominierten. Davor hatte sie beim Sud Ladies Cup und bei der CONCACAF U-20-Meisterschaft der Frauen für die U-20 von Haiti gespielt und sich mit dem dritten Platz bei der CONCACAF-U-20-Meisterschaft für die U-20-Fußball-Weltmeisterschaft der Frauen 2018 qualifiziert.
Im Februar 2019 wechselte sie von Aigle Brillant AC zum chilenischen Meister CD Santiago Morning. Anschließend spielte sie auch für Racing Power in Portugal. Nach zwei Jahren vereinslos fand sie einen neuen Verein in den Vereinigten Staaten: FC Miami City.
In der ersten Saison mit Miami City erreichte sie die Playoffs in der USL W League. Anschließend wurde sie von der haitianischen Nationalmannschaft für die Fußball-Weltmeisterschaft der Frauen 2023 in Australien/Neuseeland nominiert.